# Theridion tenellum
Theridion tenellum är en spindelart som beskrevs av Carl Ludwig Koch 1841. Theridion tenellum ingår i släktet Theridion och familjen klotspindlar.
Artens utbredningsområde är Grekland. Inga underarter finns listade i Catalogue of Life.